# Kuća Philomel
Kuća Philomel je priča Agathe Christie iz zbirke Svjedok optužbe.

## Radnja
U "Kući Philomel" upoznajemo mladi bračni par koji se useljava u svoj novi dom. Oni su mladi, zaljubljeni i sreti. Alex je upravo naspustila svog dugogodišnjeg prijatelja Dicka koji nikako nije smogao snage da se odvaži i zaprosi je i poslije samo tjedan dana poznanstva s Geraldom ona odlučuje da se i uda za njega. Dick joj s pravom prigovara: " Taj čovjek je potpuni stranac za tebe! Ne znaš ništa o njemu!" "...Otkako se udala, tri puta je sanjala isti san. Okruženje je bilo drugačije, ali je priča uvijek bila ista. Vidjela je svog muža kako leži mrtav i Dicka kako stoji iznad njega i točno je znala da je ruka koja je zadala smrtonosti udarac bila njegova. Premda je to bio ušasan san, nešto je bilo jos užasnije... buđenje poslije tog sna, jer je san izgledao tako prirodno i istinito. Ona, Alex Martin, bila je sretna što joj je muž mrtav, ispružila je zahvalne ruke njegovom ubojici, ponekad bi mu se i zahvalila. San se uvijek završavao na isti način, s njom u Dickovom zagrljaju..." Poslije ovih snova Alex je bila dosta uznemirena, počela je otkrivati sitne, pa sve krupnije laži svog supruga, počela je strahovati za svoj život. Tko je u stvari bio Gerald Martin i da li je Alex u snu sve umislila ili je Gerald zaista bio prijetnja za njen život?...